# Detroit Free Press
Detroit Free Press je nejprodávanější deník v Detroitu ve státě Michigan a zároveň nejprodávanější městský deník společnosti Gannett Company, která též vydává celostátní deník USA Today. Poprvé vyšel v roce 1831 a primárně pokrývá okresy Wayne, Oakland, Macomb, Livingston, Washtenaw a Monroe. K roku 2012 získal deník devět Pulitzerovýceh cen a čtyři ceny Emmy. Jeho mottem je „On Guard for 181 Years“.
Nedělní edice deníku vychází pod názvem Sunday Free Press.